# 浅井清
浅井 清（あさい きよし、1895年（明治28年）10月24日 - 1979年（昭和54年）8月14日）は、日本の法学者。専門は行政法。学位は、法学博士。人事院初代総裁、貴族院勅選議員。正三位勲一等瑞宝章、銀杯一組（菊紋）。

## 生涯
兵庫県神戸市生まれ。1919年（大正8年）、慶應義塾大学部法律科を卒業。1925年（大正14年）から1928年（昭和3年）までヨーロッパに留学、1929年（昭和4年）法学部教授に就任。憲法・行政法を専攻し、ハンス・ケルゼンの影響を受け天皇機関説を主張した。
1946年（昭和21年）7月19日に貴族院議員に勅選され、交友倶楽部に所属し1947年（昭和22年）5月2日の貴族院廃止まで在任した。1948年（昭和23年）GHQの登用方針の下、臨時人事委員会委員長（委員会が人事院に改組された際は初代総裁）に就任した。のち民主主義研究会会長、国際基督教大学教授、駒澤大学教授を歴任。『あたらしい憲法のはなし』編纂に当たっての中心メンバーであった。

## 著書
- 『憲法学概論』高原書店、1928年。
- 『近代独逸憲法史』慶応義塾出版局、1928年。NDLJP:1442390
- 『日本行政法総論』巌松堂書店、1932年。
- 『明治維新と郡県思想』巌松堂書店、1939年。
- 『元老院の憲法編纂顛末』巌松堂書店、1946年。
- 『新憲法と内閣』国立書院、1947年。
- 『国家公務員法精義』学陽書房、1951年。
- 『明治立憲思想史におけるイギリス国会制度の影響』有信堂、1969年。